# Tårs Kirke (Hjørring Kommune)
 For alternative betydninger, se Tårs Kirke. (Se også artikler, som begynder med Tårs Kirke)
Tårs Kirke, beliggende i Tårs, ca. 11 kilometer sydøst for Hjørring, i Tårs Sogn i det tidligere Børglum Herred, Hjørring Amt, nu Hjørring Kommune i Vendsyssel.
Apsis, kor og skib er bygget i romansk tid af granitkvadre over karnisprofileret sokkel, murværket er dog noget omlagt gennem tiderne. Syddøren er tilmuret, norddøren er stadig i brug. I apsis og på nordsiden ses oprindelige vinduer. I skibets sydmur ses spor af en højtsiddende dør, hvis anvendelse er uvis. Tagværket på apsis har bevaret den oprindelige topafslutning med et primitivt mandshoved. Våbenhuset og underdelen af tårnet er opført i sengotisk tid. Det sengotiske tårn er blevet nedbrudt på et tidspunkt. I tårnunderdelens nordmur er indsat to ornamenterede romanske gravsten af granit.
Apsis har halvkuppelhvælv, kor og skib har bjælkeloft. Altertavlen er fra begyndelsen af 1600-tallet. Prædikestolen er ligeledes fra begyndelsen af 1600-tallet. I koret ses figursten over Claus Dyre til Boller (død 1547) og hans hustru Johanne Morgensdatter (død 1571), Datter af Morgens Riber. I koret ses desuden et epitafium og to gravsten over Peder Munk til Hvidstedgård (død 1758) og hans hustru Anne Marie Christensdatter Riber (død 1771).
På siden Epitafier og gravsten kan man se slægtstavler for Claus Dyre og hans hustru.
I apsishvælvet har man afdækket senromanske kalkmalerier fra første halvdel af 1200-tallet, en tronende Kristus omgivet af evangelistsymboler, mod nord ses evangelisten Johannes , Johannes Døberen og Jomfru Maria. Under Dommedagsfremstillingen ses en apostelrække.
Den romanske døbefont af granit har omløbende bånd under mundingsranden, kummen er inddelt i felter af lodrette stave, i felterne er indhugget kors, den pyramidestubformede fod har Andreaskors på fladerne og sildebensmønster på hjørnerne.

## Eksterne kilder og henvisninger
- Wikimedia Commons har flere filer relateret til Tårs Kirke (Hjørring Kommune)
- Efter Nordenskirker.dk Arkiveret 14. september 2011 hos  Wayback Machine (tilladelse fra Hideko Bondesen)
- Tårs Kirke på KortTilKirken.dk